# Poa poiformis
Poa poiformis là một loài thực vật có hoa trong họ Hòa thảo. Loài này được (Labill.) Druce miêu tả khoa học đầu tiên năm 1917.